# Olympische Winterspiele 2014/Teilnehmer (Norwegen)
| Gelbes Symbol für Goldmedaillen mit stilisierten Olympischen Ringen | Graues Symbol für Silbermedaillen mit stilisierten Olympischen Ringen | Braundes Symbol für Bronzemedaillen mit stilisierten Olympischen Ringen |
| ------------------------------------------------------------------- | --------------------------------------------------------------------- | ----------------------------------------------------------------------- |
| 11                                                                  | 5                                                                     | 10                                                                      |

Norwegen nahm an den Olympischen Winterspielen 2014 in Sotschi mit 134 Athleten in zwölf Sportarten teil.

## Medaillenspiegel
| Rang   | Sportart              | G  | S | B  | Gesamt |
| ------ | --------------------- | -- | - | -- | ------ |
| 1      | Skilanglauf           | 5  | 2 | 4  | 11     |
| 2      | Biathlon              | 3  | 1 | 2  | 6      |
| 3      | Nordische Kombination | 2  | 1 | 1  | 4      |
| 4      | Ski alpin             | 1  | 0 | 2  | 3      |
| 5      | Snowboard             | 0  | 1 | 0  | 1      |
| 6      | Skispringen           | 0  | 0 | 1  | 1      |
| Gesamt | Gesamt                | 11 | 5 | 10 | 26     |

## Medaillengewinner

### Gold
| Name                                                               | Sportart              | Wettkampf                     |
| ------------------------------------------------------------------ | --------------------- | ----------------------------- |
| Marit Bjørgen                                                      | Skilanglauf           | Skiathlon                     |
| Ole Einar Bjørndalen                                               | Biathlon              | Sprint                        |
| Maiken Caspersen Falla                                             | Skilanglauf           | Sprint                        |
| Ola Vigen Hattestad                                                | Skilanglauf           | Sprint                        |
| Kjetil Jansrud                                                     | Ski Alpin             | Super-G                       |
| Emil Hegle Svendsen                                                | Biathlon              | Massenstart                   |
| Jørgen Graabak                                                     | Nordische Kombination | Großschanze/Gundersen         |
| Jørgen Graabak/Håvard Klemetsen/Magnus Krog/Magnus Hovdal Moan     | Nordische Kombination | 4 × 5-km-Staffel              |
| Marit Bjørgen/Ingvild Flugstad Östberg                             | Skilanglauf           | Team-Sprint                   |
| Tora Berger/Tiril Eckhoff/Ole Einar Bjørndalen/Emil Hegle Svendsen | Biathlon              | Mixed-Staffel                 |
| Marit Bjørgen                                                      | Skilanglauf           | 30 km Massenstart im Freistil |

### Silber
| Name                     | Sportart              | Wettkampf                     |
| ------------------------ | --------------------- | ----------------------------- |
| Tora Berger              | Biathlon              | Verfolgung                    |
| Ingvild Flugstad Östberg | Skilanglauf           | Sprint                        |
| Ståle Sandbech           | Snowboarding          | Slopestyle                    |
| Magnus Moan              | Nordische Kombination | Großschanze/Gundersen         |
| Therese Johaug           | Skilanglauf           | 30 km Massenstart im Freistil |

### Bronze
| Name                                                             | Sportart              | Wettkampf                     |
| ---------------------------------------------------------------- | --------------------- | ----------------------------- |
| Anders Bardal                                                    | Skispringen           | Normalschanze                 |
| Heidi Weng                                                       | Skilanglauf           | Skiathlon                     |
| Kjetil Jansrud                                                   | Ski alpin             | Abfahrt                       |
| Martin Johnsrud Sundby                                           | Skilanglauf           | Skiathlon                     |
| Magnus Krog                                                      | Nordische Kombination | Normalschanze/Gundersen       |
| Therese Johaug                                                   | Skilanglauf           | 10 km Klassisch               |
| Tiril Eckhoff                                                    | Biathlon              | Massenstart                   |
| Tora Berger/Tiril Eckhoff/Ann Kristin Aafedt Flatland/Fanny Horn | Biathlon              | 4 × 6-km-Staffel              |
| Kristin Størmer Steira                                           | Skilanglauf           | 30 km Massenstart im Freistil |
| Henrik Kristoffersen                                             | Ski alpin             | Slalom                        |

## Sportarten

### Biathlon
Norwegen verfügt bei den Frauen und Männern über je 6 Startplätze.
| Frauen - Tora Berger 7,5 km Sprint: 10. Platz 10 km Verfolgung: Silber 15 km Einzel: 16. Platz 12,5 km Massenstart: 15. Platz Mixed-Staffel: Gold 4 × 6-km-Staffel: Bronze - Tiril Eckhoff 7,5 km Sprint: 18. Platz 10 km Verfolgung: 24. Platz 15 km Einzel: 18. Platz 12,5 km Massenstart: Bronze Mixed-Staffel: Gold 4 × 6-km-Staffel: Bronze - Ann Kristin Flatland 7,5 km Sprint: 24. Platz 10 km Verfolgung: 9. Platz 15 km Einzel: 56. Platz 12,5 km Massenstart: 25. Platz 4 × 6-km-Staffel: Bronze - Fanny Horn 4 × 6-km-Staffel: Bronze - Elise Ringen 15 km Einzel: 24. Platz - Synnøve Solemdal 7,5 km Sprint: 35. Platz 10 km Verfolgung: 36. Platz | Männer - Lars Berger - Ole Einar Bjørndalen 10 km Sprint: Gold 12,5 km Verfolgung: 4. Platz 20 km Einzel: 34. Platz 15 km Massenstart: 22. Platz Mixed-Staffel: Gold - Tarjei Bø 10 km Sprint: 39. Platz 12,5 km Verfolgung: 27. Platz 20 km Einzel: 26. Platz - Johannes Thingnes Bø 10 km Sprint: 55. Platz 12,5 km Verfolgung: 32. Platz 20 km Einzel: 11. Platz 15 km Massenstart: 8. Platz - Vetle Sjåstad Christiansen - Emil Hegle Svendsen 10 km Sprint: 9. Platz 12,5 km Verfolgung: 7. Platz 20 km Einzel: 7. Platz 15 km Massenstart: Gold Mixed-Staffel: Gold |

### Curling
Das Team wurde punktgleich mit Großbritannien Vierter der Vorrunde. Das Entscheidungsspiel um den Einzug in das Halbfinale endete 5:6 für Großbritannien, so dass Norwegen als Fünfter der Vorrunde gewertet wurde.
| - Thomas Ulsrud - Torger Nergård - Christoffer Svae - Håvard Vad Petersson - Markus Høiberg |

### Eishockey
Männer
Das Team schied mit drei Niederlagen in drei Spielen als letzter der Gruppe B in der Vorrunde aus.
| Torhüter: - Lars Haugen - Steffen Søberg - Lars Volden Verteidiger: - Alexander Bonsaksen - Jonas Holøs - Henrik Ødegaard - Henrik Solberg - Daniel Sørvik - Ole-Kristian Tollefsen - Mats Trygg | Stürmer: - Morten Ask - Anders Bastiansen - Robin Dahlstrøm - Kristian Forsberg - Mads Hansen - Marius Holtet - Sondre Olden - Ken André Olimb - Mathis Olimb - Mats Rosseli Olsen - Niklas Roest - Martin Røymark - Per-Åge Skrøder - Patrick Thoresen - Mats Zuccarello Aasen - Fredrik Lystad Jacobsen |

### Eiskunstlauf
| Frauen - Anne Line Gjersem 23. Platz |

### Eisschnelllauf
| Frauen - Hege Bøkko 1500 m: 33. Platz Teamverfolgung: 7. Platz - Camilla Farestveit Teamverfolgung: 7. Platz - Mari Hemmer 3000 m: 14. Platz 5000 m: 7. Platz Teamverfolgung: 7. Platz - Ida Njåtun 1000 m: 17. Platz 1500 m: 12. Platz 3000 m: 6. Platz Teamverfolgung: 7. Platz | Männer - Håvard Bøkko 1000 m: 19. Platz 1500 m: 6. Platz 5000 m: 9. Platz Teamverfolgung: 5. Platz - Espen Aarnes Hvammen 500 m: 12. Platz 1000 m: 31. Platz - Håvard Holmefjord Lorentzen 500 m: 32. Platz 1000 m: 11. Platz 1500 m: 16. Platz Teamverfolgung: 5. Platz - Sverre Lunde Pedersen 1500 m: 8. Platz 5000 m: 5. Platz Teamverfolgung: 5. Platz - Simen Spieler Nilsen 1500 m: 36. Platz 5000 m: 25. Platz Teamverfolgung: 5. Platz |

### Freestyle-Skiing
Frauen
| Skicross - Marte Høie Gjefsen 17. Platz | Moguls - Hedvig Wessel 26. Platz | Slopestyle - Tiril Sjåstad Christiansen |

Männer
| Skicross - Didrik Bastian Juell 15. Platz - Thomas Borge Lie 30. Platz - Christian Mithassel 29. Platz | Slopestyle - Aleksander Aurdal 7. Platz - Øystein Bråten 10. Platz - Andreas Håtveit 4. Platz - Per-Kristian Hunder 17. Platz | Halfpipe - Jon Anders Lindstad 13. Platz |

### Nordische Kombination
- Jørgen Graabak
Gundersen Wettkampf Großschanze: Gold 
4 × 5 km Staffel: Gold
- Haavard Klemetsen
Gundersen Wettkampf Normalschanze: 10. Platz
Gundersen Wettkampf Großschanze: 9. Platz
4 × 5 km Staffel: Gold
- Mikko Kokslien
Gundersen Wettkampf Normalschanze: 13. Platz
- Magnus Krog
Gundersen Wettkampf Normalschanze: Bronze 
4 × 5 km Staffel: Gold 
Gundersen Wettkampf Großschanze: 12. Platz
- Magnus Hovdal Moan
Gundersen Wettkampf Normalschanze: 5. Platz
Gundersen Wettkampf Großschanze: Silber 
4 × 5 km Staffel: Gold

### Rodeln
| Männer - Jo Alexander Koppang 34. Platz - Thor Haug Nørbech 17. Platz - Tønnes Stang Rolfsen 18. Platz |

### Ski Alpin
| Frauen - Mona Løseth Riesenslalom: 27. Platz - Nina Løseth Riesenslalom: 17. Platz - Lotte Smiseth Sejersted Abfahrt: 6. Platz Super-Kombination: DNF Super-G: 14. Platz Riesenslalom: 23. Platz - Ragnhild Mowinckel Abfahrt: 27. Platz Super-Kombination: 6. Platz Super-G: 19. Platz | Männer - Aleksander Aamodt Kilde Abfahrt: DNF Super-Kombination: DNF Super-G: 13. Platz - Sebastian Foss Solevåg Slalom: 9. Platz - Leif Kristian Haugen Riesenslalom: 16. Platz Slalom: 12. Platz - Kjetil Jansrud Abfahrt: Bronze Super-G: Gold Super-Kombination: 4. Platz Riesenslalom: DNF - Henrik Kristoffersen Riesenslalom: 10. Platz Slalom: Bronze - Aksel Lund Svindal Abfahrt: 4. Platz Super-Kombination: 8. Platz Super-G: 7. Platz |

### Skilanglauf
| Frauen - Marit Bjørgen Skiathlon: Gold Sprint Freistil: 11. Platz 10 km Klassisch: 5. Platz 4 × 5 km Staffel: 5. Platz Team-Sprint: Gold 30 km Massenstart Freistil: Gold - Celine Brun-Lie - Maiken Caspersen Falla Sprint Freistil: Gold - Astrid Uhrenholdt Jacobsen Sprint Freistil: 4. Platz 10 km Klassisch: 19. Platz 4 × 5 km Staffel: 5. Platz - Therese Johaug Skiathlon: 4. Platz 10 km Klassisch: Bronze 4 × 5 km Staffel: 5. Platz 30 km Massenstart Freistil: Silber - Heidi Weng Skiathlon: Bronze 10 km Klassisch: 9. Platz 4 × 5 km Staffel: 5. Platz 30 km Massenstart Freistil: 19. Platz - Kristin Størmer Steira Skiathlon: 23. Platz 30 km Massenstart Freistil: Bronze - Ingvild Flugstad Østberg Sprint Freistil: Silber Team-Sprint: Gold | Männer - Eirik Brandsdal Sprint Freistil: 9. Platz - Tord Asle Gjerdalen Skiathlon: 21. Platz - Anders Gløersen Sprint Freistil: 4. Platz - Pål Golberg 15 km Klassisch: 18. Platz - Ola Vigen Hattestad Sprint Freistil: Gold Team-Sprint: 4. Platz - Chris Jespersen 15 km Klassisch: 6. Platz 4 × 10 km Staffel: 4. Platz - Finn Hågen Krogh - Petter Northug Skiathlon: 17. Platz Sprint Freistil: 10. Platz 4 × 10 km Staffel: 4. Platz Team-Sprint: 4. Platz - Eldar Rønning 15 km Klassisch: 12. Platz 4 × 10 km Staffel: 4. Platz - Sjur Røthe Skiathlon: 20. Platz - Martin Johnsrud Sundby Skiathlon: Bronze 15 km Klassisch: 13. Platz 4 × 10 km Staffel: 4. Platz - Didrik Tønseth |

### Skispringen
| Frauen - Gyda Enger 24. Platz - Line Jahr 9. Platz - Maren Lundby 8. Platz - Helena Olsson Smeby 14. Platz | Männer - Anders Bardal - Normalschanze:Bronze - Großschanze: 16. Platz - Mannschaftsspringen: 6. Platz - Anders Fannemel - Normalschanze: 15. Platz - Großschanze: 5. Platz - Mannschaftsspringen: 6. Platz - Anders Jacobsen - Normalschanze: 27. Platz - Großschanze: 38. Platz - Mannschaftsspringen: 6. Platz - Daniel-André Tande - Rune Velta - Normalschanze: 22. Platz - Großschanze: 24. Platz - Mannschaftsspringen: 6. Platz |

### Snowboard
Frauen
| Parallel-Riesenslalom - Hilde Katrine Engeli 19. Platz | Parallelslalom - Hilde Katrine Engeli 28. Platz | Snowboard Cross - Helene Olafsen DNF | Slopestyle - Kjersti Buaas DNS - Silje Norendal 11. Platz |

Männer
| Snowboard Cross - Stian Sivertzen 5. Platz | Slopestyle - Torgeir Bergrem (Anm. 1) 24. Platz - Gjermund Bråten 12. Platz - Ståle Sandbech Silber - Emil André Ulsletten 21. Platz |